# Ferrocarriles Nacionales de El Salvador
Ferrocarriles Nacionales de El Salvador (FENADESAL) es una empresa estatal adscrita a la Comisión Ejecutiva Portuaria Autónoma que presta servicio de transporte ferroviario. 

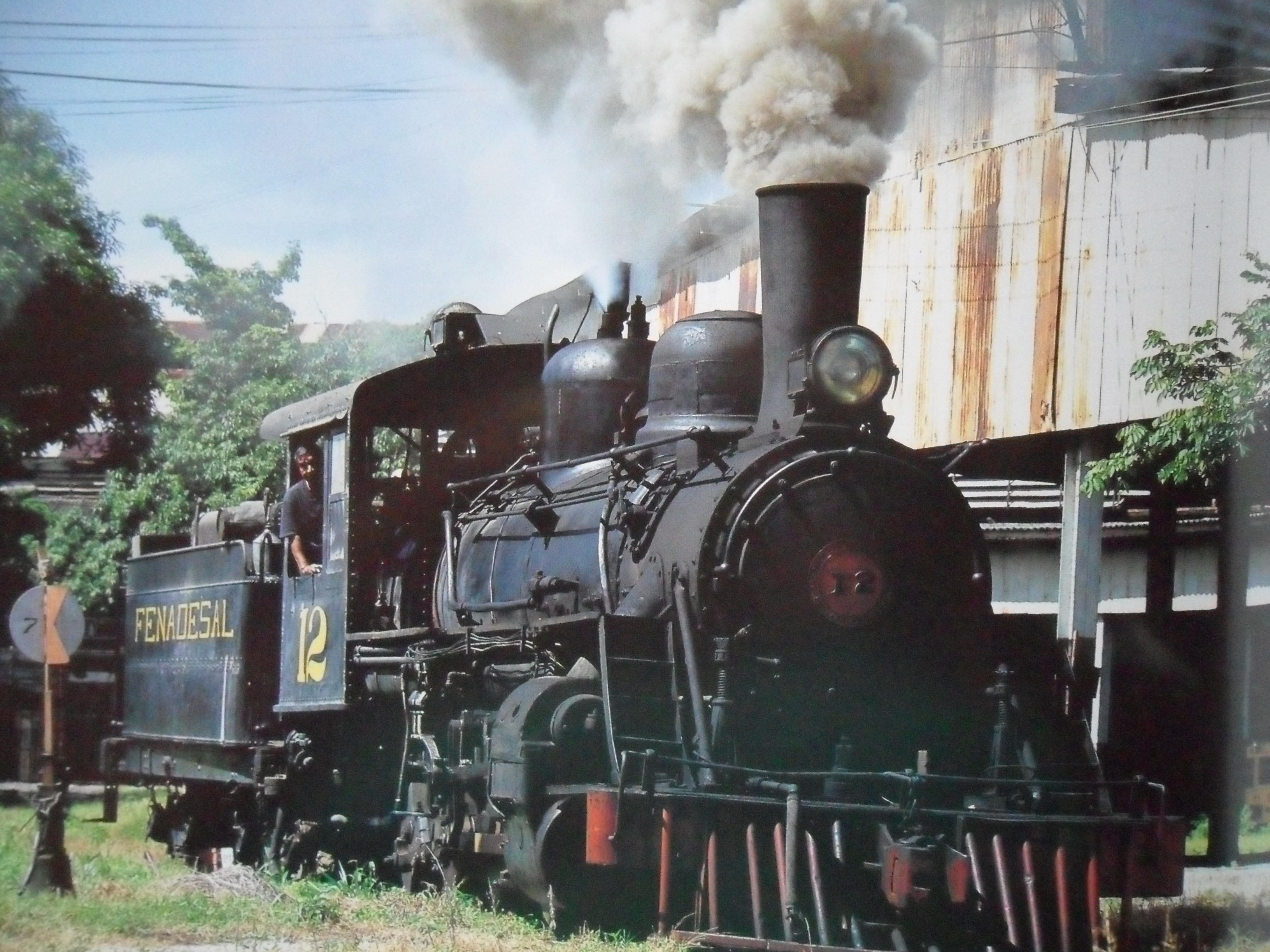
Tren de FENADESAL en Apopa.

## Historia
La primera locomotora arribó a este país el 28 de marzo de 1882, procedente de Inglaterra. El día 4 de junio, el presidente Rafael Zaldívar inauguró oficialmente el servicio entre Sonsonate y el puerto de Acajutla; aunque un primer recorrido había sido descrito por el Diario Oficial de El Salvador en la edición del 12 de mayo de ese año. Las máquinas —dos en total—, eran American Type, y  consistían de un carro de primera clase, carro góndola, catorce carros pequeños y uno para rieles. Los talleres principales estaban localizados en la misma ciudad de Sonsonate. De acuerdo a un telegrama mandado por el general Hipólito Belloso, en el 4 de junio, como a las 2 de la tarde, llegó desde Acajutla a la ciudad de Sonsonate la locomotora número 1 empavesada y trayendo al frente entrelazados los pabellones de El Salvador y de los Estados Unidos de Norte América, personas salieron a recibirla en la estación donde hubo música marcial, salvas de artillería y cohetes.
En esos primeros años surgieron dos tramos: Sonsonate-Sitio del Niño-Santa Ana, cuya construcción fue autorizada el 31 de julio de 1882; y San Salvador-Santa Ana, creado por Decreto Legislativo del 14 de marzo de 1894; y del cual surgió el trayecto San Salvador-Sonsonate-Santa Ana. En el mes de diciembre de este mismo año, fue concedida la explotación de este trayecto a The Salvador Railway Company Limited. El oriente del país tuvo su línea hasta el 20 de agosto de 1912, entre Puerto de Cutuco-San Miguel, el cual conectó con San Salvador el 1 de mayo de 1920. Todas las líneas hacían un canal seco que conectaba con Puerto Barrios, que funcionó hasta los años 1997.
Debido a incumplimiento de contrato de The Salvador Railway Company Limited, el Gobierno salvadoreño intervino en la administración del servicio, por lo que creó un Consejo de Administración del Ferrocarril de El Salvador en 1962. En 1965 surgió la Comisión Ejecutiva Portuaria Autónoma (CEPA), como encargada de la administración del ferrocarril. Para 1975,  la fusión de Ferrocarril de El Salvador (FES) y Ferrocarril Nacional de El Salvador (Fenasal), de la International Railways of Central America (IRCA), dio paso a Ferrocarriles Nacionales de El Salvador (FENADESAL). Toda la red vial alcanzó una longitud de 600 kilómetros, y atravesaba la mitad de los departamentos del país.
Debido al daño producido por la guerra civil y problemas financieros, el servicio fue suspendido el año de 2002. Sin embargo, estuvo en funcionamiento desde el 1 de octubre de 2007, hasta el 20 de agosto de 2012 entre la estación de FENADESAL, al oriente de San Salvador, y el municipio de Apopa. Los planes de la empresa son reanudarlo a nivel nacional dentro de un período no determinado.